# Hesso
Hesso (zm. w 1297 r.) – margrabia Badenii z rodu Zähringen (z braćmi: Hermanem VII, Rudolfem II i Rudolfem III).

## Rodzina
Herman był trzecim synem margrabiego Badenii Rudolfa I i Kunegundy, córki Ottona I, hrabiego Ebersteinu. Miał trzy żony: Klarę, córkę Waltera z Altenklingen, Ermengardę, córkę hrabiego Wirtembergii Ulryka I, i Adelajdę, córkę Gerarda IV, hrabiego Rieneck. Z małżeństwa z Klarą miał dwóch synów:
- Herman,
- Rudolf Hesso.